# Годкув (Нижньосілезьке воєводство)
Годкув (пол. Godków, нім. Guckelhausen) — село в Польщі, у гміні Костомлоти Сьредського повіту Нижньосілезького воєводства.
Населення — 162 особи (2011).
У 1975-1998 роках село належало до Вроцлавського воєводства.

## Демографія
Демографічна структура станом на 31 березня 2011 року:
|          | Загалом | Допрацездатний вік | Працездатний вік | Постпрацездатний вік |
| -------- | ------- | ------------------ | ---------------- | -------------------- |
| Чоловіки | 86      | 18                 | 64               | 4                    |
| Жінки    | 76      | 17                 | 48               | 11                   |
| Разом    | 162     | 35                 | 112              | 15                   |